# عامل كهربائي
عامل كهربائي هو المهني المتخصص في الأسلاك الكهربائية في المباني والآلات الثابتة والمعدات ذات الصلة. يمكن استخدام الكهربائي في تركيب مكونات كهربائية جديدة أو صيانة وإصلاح البنية التحتية الكهربائية الحالية. ويمكن للكهربائي أن يكون متخصصا أيضا في السفن الأسلاك والطائرات وغيرها من منصات متحركة.